# Wirtschaftliche Vereinigung des Mittelstandes
Die Wirtschaftliche Vereinigung des Mittelstandes (WVM) war eine deutsche politische Partei, die ausschließlich in West-Berlin tätig war. 
Die WVM verstand sich als Nachfolgepartei der 1933 aufgelösten Reichspartei des deutschen Mittelstandes. Sie wurde vom Abgeordneten Hermann Drewitz mitbegründet. 
Die WVM trat zur Wahl zum Abgeordnetenhaus 1954 an und erreichte 1,8 % der Stimmen.